# Campeonato Venezuelano de Futebol de 2019 – Primeira Divisão
A Primeira Divisão do Campeonato Venezuelano de Futebol de 2019, também conhecida como Primera División ou Liga FUTVE (oficialmente Liga de Fútbol Profesional Venezolano 2019  ou simplesmente Liga FUTVE 2019) é a 63.ª temporada da principal divisão do futebol venezuelano. O torneio é organizado pela Liga de Fútbol Profesional de Venezuela (LIGA FUTVE). A temporada começou em 26 de janeiro com o Torneo Apertura e termina em dezembro com a grande final para decisão do Campeão Absoluto.

## Regulamento

### Sistema de disputa
A Primera División de 2019 é disputada por vinte clubes em dois campeonatos distintos: Torneo Apertura (começo do ano) e Torneo Clausura (metade do ano). Cada campeonato é disputado em duas fases: uma fase classificatória (pontos corridos) e uma fase final ("mata-mata"). Na fase classificatória, no sistema de todos contra todos, em apenas um turno, num total de 19 partidas para cada clube. Os oito melhores colocados se classificam para a fase final denominada "Liguilla" que definirá o campeão. Esta "Liguilla" será disputada no sistema "mata-mata", em partidas de ida e volta. Finalmente para determinar o Campeão da temporada, será realizada uma final com partidas de ida e volta entre os vencedores do Apertura e Clausura, o vencedor será declarado Campeão Absoluto. Se um mesmo clube vencer as duas competições, será proclamado automaticamente Campeón Absoluto da temporada.

### Rebaixamento
Haverá dois rebaixados para a segunda divisão do ano seguinte, que serão definidos com base na classificação geral da temporada, onde temos a soma dos resultados dos jogos da primeira fase das duas competições.

### Classificação para competições continentais da CONMEBOL
A distribuição de vagas para os clubes da Venezuela para as competições oficias da CONMEBOL será feita da seguinte forma:
- Taça Libertadores de 2020

| Vagas | Forma de Classificação                                                                |
| ----- | ------------------------------------------------------------------------------------- |
| 4     | Campeão e vice-campeão do Campeonato Venezuelano (2) Pontuação geral na temporada (2) |

- Copa Sul-Americana de 2020

| Vagas | Forma de Classificação |
| ----- | --- |
| 4     | - Campeão da Copa da Venezuela - Vice-campeão do Torneo Apertura do Campeonato Venezuelano (1) - Vice-campeão do Torneio Clausura do Campeonato Venezuelano (1) - Melhor colocado do Campeonato Venezuelano não classificado à Copa Libertadores (1) |

## Participantes
| Equipe                                | Cidade         | Estado           | Estádio (mando)               |
| ------------------------------------- | -------------- | ---------------- | ----------------------------- |
| Academia Puerto Cabello               | Puerto Cabello | Carabobo         | La Bombonerita                |
| Aragua Fútbol Club                    | Maracay        | Aragua           | Olímpico Hermanos Ghersi Páez |
| Atlético Venezuela Club de Fútbol     | Caracas        | Distrito Capital | Brígido Iriarte               |
| Carabobo Fútbol Club                  | Valencia       | Carabobo         | Polideportivo Misael Delgado  |
| Caracas Fútbol Club                   | Caracas        | Distrito Capital | Olímpico de Caracas           |
| Deportivo Anzoátegui Sport Club       | Puerto la Cruz | Anzoátegui       | Olímpico Luis Ramos           |
| Deportivo La Guaira Fútbol Club       | La Guaira      | Vargas           | Olímpico de Caracas           |
| Asociación Civil Deportivo Lara       | Barquisimeto   | Lara             | Metropolitano de Cabudare     |
| Deportivo Táchira Fútbol Club         | San Cristóbal  | Táchira          | Polideportivo de Pueblo Nuevo |
| Estudiantes de Caracas Sport Club     | Caracas        | Distrito Capital | Olímpico Hermanos Ghersi      |
| Estudiantes de Mérida Fútbol Club     | Mérida         | Mérida           | Metropolitano de Mérida       |
| Asociación Civil LALA Fútbol Club     | Ciudad Guayana | Bolívar          | Polideportivo Cachamay        |
| Llaneros de Guanare Escuela de Fútbol | Guanare        | Portuguesa       | Rafael Calles Pinto           |
| Metropolitanos Fútbol Club            | Caracas        | Distrito Capital | Olímpico de Caracas           |
| Club Deportivo Mineros de Guayana     | Ciudad Guayana | Bolívar          | Polideportivo Cachamay        |
| Monagas Sport Club                    | Maturín        | Monagas          | Monumental de Maturín         |
| Portuguesa Fútbol Club                | Araure         | Portuguesa       | General José Antonio Páez     |
| Trujillanos Fútbol Club               | Valera         | Trujillo         | José Alberto Pérez            |
| Zamora Fútbol Club                    | Barinas        | Barinas          | Agustín Tovar                 |
| Zulia Fútbol Club                     | Maracaibo      | Zulia            | José "Pachencho" Romero       |

## Torneo Apertura

### Fase Classificatória doApertura
| Pos | Equipe                  | Pts | J  | V  | E | D  | GP | GC | SG  | Classificação        |
| --- | ----------------------- | --- | -- | -- | - | -- | -- | -- | --- | -------------------- |
| 1   | Carabobo                | 43  | 19 | 13 | 4 | 2  | 31 | 14 | +17 | Avançam à Fase final |
| 2   | Caracas                 | 35  | 19 | 10 | 6 | 3  | 34 | 15 | +19 | Avançam à Fase final |
| 3   | Mineros de Guayana      | 34  | 19 | 10 | 4 | 5  | 35 | 23 | +12 | Avançam à Fase final |
| 4   | Estudiantes de Mérida   | 30  | 19 | 7  | 9 | 3  | 24 | 12 | +12 | Avançam à Fase final |
| 5   | Aragua                  | 30  | 19 | 9  | 6 | 4  | 20 | 16 | +4  | Avançam à Fase final |
| 6   | Zamora                  | 29  | 19 | 8  | 5 | 6  | 27 | 24 | +3  | Avançam à Fase final |
| 7   | Zulia                   | 28  | 19 | 7  | 8 | 4  | 17 | 21 | −4  | Avançam à Fase final |
| 8   | Atlético Venezuela      | 27  | 19 | 6  | 9 | 4  | 25 | 21 | +4  | Avançam à Fase final |
| 9   | Deportivo Táchira       | 27  | 19 | 8  | 3 | 8  | 28 | 25 | +3  |                      |
| 10  | Deportivo La Guaira     | 26  | 19 | 7  | 5 | 7  | 36 | 25 | +11 |                      |
| 11  | Academia Puerto Cabello | 26  | 19 | 6  | 8 | 5  | 32 | 28 | +4  |                      |
| 12  | Metropolitanos          | 26  | 19 | 7  | 5 | 7  | 21 | 18 | +3  |                      |
| 13  | Monagas                 | 26  | 19 | 7  | 5 | 7  | 26 | 27 | −1  |                      |
| 14  | Deportivo Lara          | 24  | 19 | 6  | 6 | 7  | 23 | 21 | +2  |                      |
| 15  | LALA                    | 22  | 19 | 5  | 7 | 7  | 22 | 33 | −11 |                      |
| 16  | Estudiantes de Caracas  | 19  | 19 | 5  | 4 | 10 | 25 | 36 | −11 |                      |
| 17  | Portuguesa              | 18  | 19 | 3  | 9 | 7  | 21 | 30 | −9  |                      |
| 18  | Llaneros de Guanare     | 11  | 19 | 3  | 5 | 11 | 27 | 46 | −19 |                      |
| 19  | Trujillanos             | 11  | 19 | 3  | 2 | 14 | 17 | 41 | −24 |                      |
| 20  | Deportivo Anzoátegui    | 8   | 19 | 4  | 2 | 13 | 20 | 35 | −15 |                      |

1. ↑  O Caracas foi penalizado com a perda de um ponto pela FVF devido aos eventos que ocorreram durante o jogo disputado contra o Zulia em 10 de março.[3]
2. ↑  Aragua perdeu três pontos por conta do atraso no pagamento de uma dívida com o ex-jogador Jarol Herrera.[4]
3. ↑  Zulia foi penalizado com a perda de um ponto pela FVF devido aos eventos que ocorreram durante o jogo disputado contra o Caracas em 10 de março.[3]
4. ↑  O Llaneros de Guanare perdeu três pontos por conta do não pagamento de uma dívida com o jogador Leonardo Ossa.[5]
5. ↑  O Deportivo Anzoátegui perdeu seis pontos por não pagar uma dívida com o ex-jogador Edwin Aguilar.[4]

### Fase Final doApertura
|  | Quartas de final        | Quartas de final        | Quartas de final        | Quartas de final        |       |                    | Semifinais      | Semifinais      | Semifinais      | Semifinais      |  |                    | Final            | Final            | Final            | Final            |  |  |
|  | 24 de maio – 3 de junho | 24 de maio – 3 de junho | 24 de maio – 3 de junho | 24 de maio – 3 de junho |       |                    | 9 a 16 de junho | 9 a 16 de junho | 9 a 16 de junho | 9 a 16 de junho |  |                    | 23 e 30 de junho | 23 e 30 de junho | 23 e 30 de junho | 23 e 30 de junho |  |  |
|  |                         |                         |                         |                         |       |                    |                 |                 |                 |                 |  |                    |                  |                  |                  |                  |  |  |
|  | Mineros de Guayana      | 1                       | 1                       | 2                       |       |                    |                 |                 |                 |                 |  |                    |                  |                  |                  |                  |  |  |
|  | Zamora                  | 2                       | 0                       | 2                       |       |                    |                 |                 |                 |                 |  |                    |                  |                  |                  |                  |  |  |
|  | Zamora                  | 2                       | 0                       | 2                       |       | Mineros de Guayana | 0               | 0               | 0 (4)           |                 |  |                    |                  |                  |                  |                  |  |  |
|  |                         |                         |                         |                         |       | Mineros de Guayana | 0               | 0               | 0 (4)           |                 |  |                    |                  |                  |                  |                  |  |  |
|  |                         | Zulia                   | 0                       | 0                       | 0 (3) |                    |                 |                 |                 |                 |  |                    |                  |                  |                  |                  |  |  |
|  | Caracas                 | Zulia                   | 0                       | 0                       | 0 (3) | 2                  | 1               | 3               |                 |                 |  |                    |                  |                  |                  |                  |  |  |
|  | Caracas                 |                         |                         |                         |       | 2                  | 1               | 3               |                 |                 |  |                    |                  |                  |                  |                  |  |  |
|  | Zulia                   | 3                       | 2                       | 5                       |       |                    |                 |                 |                 |                 |  |                    |                  |                  |                  |                  |  |  |
|  | Zulia                   | 3                       | 2                       | 5                       |       |                    |                 |                 |                 |                 |  | Mineros de Guayana | 0                | 0                | 0 (0)            |                  |  |  |
|  |                         |                         |                         |                         |       |                    |                 |                 |                 |                 |  | Mineros de Guayana | 0                | 0                | 0 (0)            |                  |  |  |
|  |                         | Estudiantes de Mérida   | 0                       | 0                       | 0 (2) |                    |                 |                 |                 |                 |  |                    |                  |                  |                  |                  |  |  |
|  | Carabobo                | Estudiantes de Mérida   | 0                       | 0                       | 0 (2) | 2                  | 1               | 3               |                 |                 |  |                    |                  |                  |                  |                  |  |  |
|  | Carabobo                |                         |                         |                         |       | 2                  | 1               | 3               |                 |                 |  |                    |                  |                  |                  |                  |  |  |
|  | Atlético Venezuela      | 2                       | 0                       | 2                       |       |                    |                 |                 |                 |                 |  |                    |                  |                  |                  |                  |  |  |
|  | Atlético Venezuela      | 2                       | 0                       | 2                       |       | Carabobo           | 1               | 1               | 2               |                 |  |                    |                  |                  |                  |                  |  |  |
|  |                         |                         |                         |                         |       | Carabobo           | 1               | 1               | 2               |                 |  |                    |                  |                  |                  |                  |  |  |
|  |                         | Estudiantes de Mérida   | 0                       | 2                       | 2     |                    |                 |                 |                 |                 |  |                    |                  |                  |                  |                  |  |  |
|  | Estudiantes de Mérida   | Estudiantes de Mérida   | 0                       | 2                       | 2     | 2                  | 1               | 3               |                 |                 |  |                    |                  |                  |                  |                  |  |  |
|  | Estudiantes de Mérida   |                         |                         |                         |       | 2                  | 1               | 3               |                 |                 |  |                    |                  |                  |                  |                  |  |  |
|  | Aragua                  | 1                       | 1                       | 2                       |       |                    |                 |                 |                 |                 |  |                    |                  |                  |                  |                  |  |  |

### Premiação doApertura
| Torneo Apertura de 2019                                 |
| ------------------------------------------------------- |
| Estudiantes de Mérida FC Campeão 2.º título do Apertura |

## Torneo Clausura

### Fase Classificatória doClausura
| Pos | Equipe                  | Pts | J  | V  | E | D | GP | GC | SG  | Classificação        |
| --- | ----------------------- | --- | -- | -- | - | - | -- | -- | --- | -------------------- |
| 1   | Deportivo Táchira       | 39  | 18 | 12 | 3 | 3 | 32 | 14 | +18 | Avançam à Fase final |
| 2   | Caracas                 | 30  | 18 | 8  | 6 | 4 | 22 | 15 | +7  | Avançam à Fase final |
| 3   | Llaneros de Guanare     | 30  | 18 | 9  | 3 | 6 | 27 | 26 | +1  | Avançam à Fase final |
| 4   | Deportivo La Guaira     | 28  | 18 | 7  | 7 | 4 | 22 | 13 | +9  | Avançam à Fase final |
| 5   | Trujillanos             | 28  | 18 | 8  | 4 | 6 | 28 | 25 | +3  | Avançam à Fase final |
| 6   | Deportivo Lara          | 27  | 18 | 7  | 6 | 5 | 22 | 16 | +6  | Avançam à Fase final |
| 7   | Aragua                  | 27  | 18 | 7  | 6 | 5 | 19 | 14 | +5  | Avançam à Fase final |
| 8   | Metropolitanos          | 27  | 18 | 7  | 6 | 5 | 23 | 20 | +3  | Avançam à Fase final |
| 9   | Mineros de Guayana      | 25  | 18 | 6  | 7 | 5 | 20 | 18 | +2  |                      |
| 10  | Academia Puerto Cabello | 23  | 18 | 5  | 8 | 5 | 29 | 27 | +2  |                      |
| 11  | Portuguesa              | 23  | 18 | 6  | 5 | 7 | 13 | 17 | −4  |                      |
| 12  | Zamora                  | 22  | 18 | 5  | 7 | 6 | 24 | 18 | +6  |                      |
| 13  | Carabobo                | 22  | 18 | 6  | 4 | 8 | 27 | 27 | 0   |                      |
| 14  | Zulia                   | 22  | 18 | 6  | 4 | 8 | 27 | 32 | −5  |                      |
| 15  | Estudiantes de Mérida   | 21  | 18 | 7  | 3 | 8 | 27 | 21 | +6  |                      |
| 16  | Estudiantes de Caracas  | 17  | 18 | 4  | 5 | 9 | 17 | 36 | −19 |                      |
| 17  | LALA                    | 17  | 18 | 4  | 5 | 9 | 9  | 28 | −19 |                      |
| 18  | Monagas                 | 15  | 18 | 2  | 9 | 7 | 21 | 30 | −9  |                      |
| 19  | Atlético Venezuela      | 15  | 18 | 3  | 6 | 9 | 12 | 24 | −12 |                      |
| 20  | Deportivo Anzoátegui    | 0   | 0  | 0  | 0 | 0 | 0  | 0  | 0   | Desistiu do torneio  |

1. ↑  O Estudiantes de Mérida foi punido pela FIFA com a perda de três pontos por uma dívida com o jogador colombiano Andrés Angulo.[6]
2. ↑  O Deportivo Anzoátegui anunciou que não vai jogar o Torneio Clausura de 2019 devido a problemas econômicos.[7]

### Tabelão da Fase Final doClausura
A fase final do Clausura, também conhecida como Liguilla, é disputada no sistema mata-mata em jogos de ida e volta entre os 8 times que avançaram da fase classificatória. Em caso de igualdade em pontos e também no saldo de gols, o classificado ou o título será decidido na disputa de pênaltis.
|  | Quartas de final    | Quartas de final    | Quartas de final    | Quartas de final    |   |                   | Semifinais          | Semifinais          | Semifinais          | Semifinais          |  |                   | Final             | Final             | Final             | Final             |  |  |
|  | 15 a 22 de novembro | 15 a 22 de novembro | 15 a 22 de novembro | 15 a 22 de novembro |   |                   | 24 a 28 de novembro | 24 a 28 de novembro | 24 a 28 de novembro | 24 a 28 de novembro |  |                   | 1 a 8 de dezembro | 1 a 8 de dezembro | 1 a 8 de dezembro | 1 a 8 de dezembro |  |  |
|  |                     |                     |                     |                     |   |                   |                     |                     |                     |                     |  |                   |                   |                   |                   |                   |  |  |
|  | Deportivo Táchira   | 0                   | 4                   | 4                   |   |                   |                     |                     |                     |                     |  |                   |                   |                   |                   |                   |  |  |
|  | Metropolitanos      | 2                   | 0                   | 2                   |   |                   |                     |                     |                     |                     |  |                   |                   |                   |                   |                   |  |  |
|  | Metropolitanos      | 2                   | 0                   | 2                   |   | Deportivo Táchira | 0                   | 3                   | 3                   |                     |  |                   |                   |                   |                   |                   |  |  |
|  |                     |                     |                     |                     |   | Deportivo Táchira | 0                   | 3                   | 3                   |                     |  |                   |                   |                   |                   |                   |  |  |
|  |                     | Deportivo La Guaira | 1                   | 0                   | 1 |                   |                     |                     |                     |                     |  |                   |                   |                   |                   |                   |  |  |
|  | Deportivo La Guaira | Deportivo La Guaira | 1                   | 0                   | 1 | 1                 | 2                   | 3                   |                     |                     |  |                   |                   |                   |                   |                   |  |  |
|  | Deportivo La Guaira |                     |                     |                     |   | 1                 | 2                   | 3                   |                     |                     |  |                   |                   |                   |                   |                   |  |  |
|  | Trujillanos         | 1                   | 0                   | 1                   |   |                   |                     |                     |                     |                     |  |                   |                   |                   |                   |                   |  |  |
|  | Trujillanos         | 1                   | 0                   | 1                   |   |                   |                     |                     |                     |                     |  | Deportivo Táchira | 1                 | 2                 | 3                 |                   |  |  |
|  |                     |                     |                     |                     |   |                   |                     |                     |                     |                     |  | Deportivo Táchira | 1                 | 2                 | 3                 |                   |  |  |
|  |                     | Caracas g.q.        | 1                   | 2                   | 3 |                   |                     |                     |                     |                     |  |                   |                   |                   |                   |                   |  |  |
|  | Caracas g.q.        | Caracas g.q.        | 1                   | 2                   | 3 | 1                 | 2                   | 3                   |                     |                     |  |                   |                   |                   |                   |                   |  |  |
|  | Caracas g.q.        |                     |                     |                     |   | 1                 | 2                   | 3                   |                     |                     |  |                   |                   |                   |                   |                   |  |  |
|  | Aragua              | 3                   | 0                   | 3                   |   |                   |                     |                     |                     |                     |  |                   |                   |                   |                   |                   |  |  |
|  | Aragua              | 3                   | 0                   | 3                   |   | Caracas           | 1                   | 2                   | 3                   |                     |  |                   |                   |                   |                   |                   |  |  |
|  |                     |                     |                     |                     |   | Caracas           | 1                   | 2                   | 3                   |                     |  |                   |                   |                   |                   |                   |  |  |
|  |                     | Deportivo Lara      | 0                   | 0                   | 0 |                   |                     |                     |                     |                     |  |                   |                   |                   |                   |                   |  |  |
|  | Llaneros de Guanare | Deportivo Lara      | 0                   | 0                   | 0 | 0                 | 1                   | 1                   |                     |                     |  |                   |                   |                   |                   |                   |  |  |
|  | Llaneros de Guanare |                     |                     |                     |   | 0                 | 1                   | 1                   |                     |                     |  |                   |                   |                   |                   |                   |  |  |
|  | Deportivo Lara      | 2                   | 5                   | 7                   |   |                   |                     |                     |                     |                     |  |                   |                   |                   |                   |                   |  |  |

### Quartas de final
| Equipe 1            | Total      | Equipe 2       | 1.º jogo | 2.º jogo |
| ------------------- | ---------- | -------------- | -------- | -------- |
| Deportivo Táchira   | 4–2        | Metropolitanos | 0–2      | 4–0      |
| Caracas             | 3–3 (g.q.) | Aragua         | 1–3      | 2–0      |
| Llaneros            | 1–7        | Deportivo Lara | 0–2      | 1–5      |
| Deportivo La Guaira | 3–1        | Trujillanos    | 1–1      | 2–0      |

#### Jogos de ida
| 15 de novembro de 2019 | Trujillanos  | 1 – 1     | Deportivo La Guaira | Valera                                                |  |
| 16:00 (UTC−4)          | - Aponte 65' | Relatório | - Silva 20'         | Estádio: José Alberto Pérez Árbitro: Jesús Valenzuela |  |

| 16 de novembro de 2019 | Metropolitanos              | 2 – 0     | Deportivo Táchira | Caracas                                            |  |
| 16:00 (UTC−4)          | - Bustillo 6' - Acevedo 26' | Relatório |                   | Estádio: Olímpico de la UCV Árbitro: Ángel Arteaga |  |

| 17 de novembro de 2019 | Deportivo Lara      | 2 – 0     | Llaneros | Cabudare                                        |  |
| 16:00 (UTC−4)          | - Castillo 29', 74' | Relatório |          | Estádio: Metropolitano Árbitro: Yarcinia Correa |  |

| 18 de novembro de 2019 | Aragua                       | 3 – 1     | Caracas          | Maracay                                               |  |
| 16:00 (UTC−4)          | - Navas 7', 50' - Plazas 37' | Relatório | - Colmenarez 65' | Estádio: Hermanos Ghersi Páez Árbitro: Emikar Caldera |  |

#### Jogos de volta
| 19 de novembro de 2019 | Deportivo La Guaira     | 2 – 0     | Trujillanos | Caracas                                          |  |
| 16:00 (UTC−4)          | - Marín 55' - Ortiz 65' | Relatório |             | Estádio: Olímpico de la UCV Árbitro: José Argote |  |

| 20 de novembro de 2019 | Deportivo Táchira                            | 4 – 0     | Metropolitanos | San Cristóbal                                                    |  |
| 16:00 (UTC−4)          | - Gómez 84', 90+2' - Reyes 89' - Pérez 90+4' | Relatório |                | Estádio: Polideportivo de Pueblo Nuevo Árbitro: Jesús Valenzuela |  |

| 21 de novembro de 2019 | Llaneros             | 1 – 5     | Deportivo Lara                                                               | Barinas                                       |  |
| 16:00 (UTC−4)          | - Riascos 27' (pen.) | Relatório | - Britos 18' - Castellanos 51' - Caraballo 56' - Castillo 72' - Arrieche 85' | Estádio: Agustín Tovar Árbitro: Ángel Arteaga |  |

| 22 de novembro de 2019 | Caracas                  | 2 – 0     | Aragua | Caracas                                             |  |
| 16:00 (UTC−4)          | - Quijada 29' - Añor 70' | Relatório |        | Estádio: Olímpico de la UCV Árbitro: Alexis Herrera |  |

### Semifinais
| Equipe 1          | Total | Equipe 2            | 1.º jogo | 2.º jogo |
| ----------------- | ----- | ------------------- | -------- | -------- |
| Deportivo Táchira | 3–1   | Deportivo La Guaira | 0–1      | 3–0      |
| Caracas           | 3–0   | Deportivo Lara      | 1–0      | 2–0      |

#### Jogos de ida
| 24 de novembro de 2019 | Deportivo La Guaira | 1 – 0     | Deportivo Táchira | Caracas                                             |  |
| 11:00 (UTC−4)          | - Flores 90+1'      | Relatório |                   | Estádio: Olímpico de la UCV Árbitro: Alexis Herrera |  |

| 25 de novembro de 2019 | Deportivo Lara  | 1 – 0     | Caracas | Cabudare                                    |  |
| 16:00 (UTC−4)          | - Villanueva 7' | Relatório |         | Estádio: Metropolitano Árbitro: José Argote |  |

#### Jogos de volta
| 27 de novembro de 2019 | Deportivo Táchira                              | 3 – 0     | Deportivo La Guaira | San Cristóbal                                               |  |
| 16:00 (UTC−4)          | - Ramírez 6' - Montero 48' - Pérez Greco 90+6' | Relatório |                     | Estádio: Polideportivo de Pueblo Nuevo Árbitro: José Argote |  |

| 28 de novembro de 2019 | Caracas                       | 2 – 0     | Deportivo Lara | Caracas                                            |  |
| 15:30 (UTC−4)          | - Celis 45' - Contreras 45+3' | Relatório |                | Estádio: Olímpico de la UCV Árbitro: Ángel Arteaga |  |

### Final
| 1 de dezembro de 2019 | Caracas     | 1 – 1     | Deportivo Táchira | Caracas                                           |  |
| 19:00                 | Arrieta 11' | Relatório | 67' Trejo         | Estádio: Olímpico de Caracas Árbitro: José Argote |  |

| 8 de dezembro de 2019 | Deportivo Táchira              | 2 – 2     | Caracas                             | San Cristóbal                                                 |  |
| 19:00                 | Camacho 6' · Cermeño 10' (pen) | Relatório | 29' (pen) Mosquera · 90' Villanueva | Estádio: Polideportivo de Pueblo Nuevo Árbitro: Angel Arteaga |  |

### Premiação doClausura
| Torneo Clausura de 2019                            |
| -------------------------------------------------- |
| Caracas Fútbol Club Campeão 6.º título do Clausura |

## Final Absoluta
A final absoluta acontece entre os campeões do Torneo Apertura e do Torneo Clausura para decidir os campeões da temporada. A equipe dos dois finalistas com a melhor colocação na tabela agregada receberá o jogo de volta.
| 11 de dezembro de 2019 | Estudiantes de Mérida | 1 – 1     | Caracas      | Mérida                                                   |  |
| 15:30                  | Rivas 66'             | Relatório | 50' Espinoza | Estádio: Guillermo Soto Rosa Árbitro: Orlando Bracamonte |  |

| 15 de dezembro de 2019 | Caracas     | 1 – 1     | Estudiantes de Mérida | Caracas                      |  |
| 19:00                  | Arrieta 86' | Relatório | 42' Meza              | Estádio: Olímpico de Caracas |  |

|                                             |       | Penalidades                          |  |
| Celi Saggiomo Echeverria Espinoza Hernández | 4 − 3 | Flores Manriquez Linares Díaz Araque |  |

## Classificação Geral
| Pos | Equipe                  | Pts | J  | V  | E  | D  | GP | GC | SG  | Classificação ou Rebaixamento               |
| --- | ----------------------- | --- | -- | -- | -- | -- | -- | -- | --- | ------------------------------------------- |
| 1   | Deportivo Táchira       | 66  | 37 | 20 | 6  | 11 | 60 | 39 | +21 | Segunda fase da Taça Libertadores de 2020   |
| 2   | Caracas                 | 65  | 37 | 18 | 12 | 7  | 56 | 30 | +26 | Fase de grupos da Taça Libertadores de 2020 |
| 3   | Carabobo                | 65  | 37 | 19 | 8  | 10 | 58 | 41 | +17 | Primeira fase da Taça Libertadores de 2020  |
| 4   | Mineros de Guayana      | 59  | 37 | 16 | 11 | 10 | 55 | 41 | +14 | Primeira fase da Copa Sul-Americana de 2020 |
| 5   | Aragua                  | 57  | 37 | 16 | 12 | 9  | 39 | 30 | +9  | Primeira fase da Copa Sul-Americana de 2020 |
| 6   | Deportivo La Guaira     | 54  | 37 | 14 | 12 | 11 | 58 | 38 | +20 |                                             |
| 7   | Metropolitanos          | 53  | 37 | 14 | 11 | 12 | 44 | 38 | +6  |                                             |
| 8   | Estudiantes de Mérida   | 51  | 37 | 14 | 12 | 11 | 51 | 33 | +18 | Fase de grupos da Taça Libertadores de 2020 |
| 9   | Zamora                  | 51  | 37 | 13 | 12 | 12 | 51 | 42 | +9  | Primeira fase da Copa Sul-Americana de 2020 |
| 10  | Deportivo Lara          | 51  | 37 | 13 | 12 | 12 | 45 | 37 | +8  |                                             |
| 11  | Zulia                   | 50  | 37 | 13 | 12 | 12 | 44 | 53 | −9  |                                             |
| 12  | Academia Puerto Cabello | 49  | 37 | 11 | 16 | 10 | 61 | 55 | +6  |                                             |
| 13  | Atlético Venezuela      | 42  | 37 | 9  | 15 | 13 | 37 | 45 | −8  |                                             |
| 14  | Monagas                 | 41  | 37 | 9  | 14 | 14 | 47 | 57 | −10 |                                             |
| 15  | Portuguesa              | 41  | 37 | 9  | 14 | 14 | 34 | 47 | −13 |                                             |
| 16  | Llaneros de Guanare     | 41  | 37 | 12 | 8  | 17 | 54 | 72 | −18 | Primeira fase da Copa Sul-Americana de 2020 |
| 17  | Trujillanos             | 39  | 37 | 11 | 6  | 20 | 45 | 66 | −21 |                                             |
| 18  | LALA                    | 39  | 37 | 9  | 12 | 16 | 31 | 61 | −30 |                                             |
| 19  | Estudiantes de Caracas  | 36  | 37 | 9  | 9  | 19 | 42 | 72 | −30 | Rebaixado à Segunda Divisão de 2020         |
| 20  | Deportivo Anzoátegui    | 8   | 19 | 4  | 2  | 13 | 20 | 35 | −15 | Desistiu do torneio                         |

1. ↑  O Caracas foi penalizado com a perda de um ponto pela FVF devido aos eventos que ocorreram durante o jogo disputado contra o Zulia em 10 de março.[3]
2. ↑  Aragua perdeu três pontos por conta do atraso no pagamento de uma dívida com o ex-jogador Jarol Herrera.[4]
3. ↑  O Estudiantes de Mérida foi punido pela FIFA com a perda de três pontos por uma dívida com o jogador colombiano Andrés Angulo.[6]
4. ↑  O Zamora classificou-se para a primeira fase da Copa Sul-Americana de 2020 como campeão da Copa da Venezuela de Futebol de 2019.
5. ↑  Zulia foi penalizado com a perda de um ponto pela FVF devido aos eventos que ocorreram durante o jogo disputado contra o Caracas em 10 de março.[3]
6. ↑  O Llaneros de Guanare perdeu três pontos por conta do não pagamento de uma dívida com o jogador Leonardo Ossa.[5]
7. ↑  O Deportivo Anzoátegui perdeu seis pontos por não pagar uma dívida com o ex-jogador Edwin Aguilar.[4]
8. ↑  O Deportivo Anzoátegui anunciou que não vai jogar o Torneio Clausura de 2019 devido a problemas econômicos.[7]

## Estatísticas
| Gols | Jogador             | Time                   |
| ---- | ------------------- | ---------------------- |
| 18   | Edder Farías        | Atlético Venezuela     |
| 11   | Richard Blanco      | Mineros de Guayana     |
| 11   | Aquiles Ocanto      | Carabobo               |
| 10   | Armando Maita       | LALA                   |
| 9    | Luis Annese         | Llaneros de Guanare    |
| 9    | Luis Carlos Cabezas | Deportivo La Guaira    |
| 9    | Brayan Moya         | Zulia                  |
| 8    | Richard Celis       | Caracas                |
| 7    | Armando Araque      | Estudiantes de Caracas |
| 7    | José Balza          | Deportivo La Guaira    |
| 7    | José Rivas          | Trujillanos            |

| Gols | Jogador          | Time                    |
| ---- | ---------------- | ----------------------- |
| 10   | Lucas Gómez      | Deportivo Táchira       |
| 9    | Manuel Arteaga   | Zamora                  |
| 8    | Gustavo Ascona   | Academia Puerto Cabello |
| 8    | Edanyilber Navas | Aragua                  |
| 8    | Jesús Arrieta    | Caracas                 |
| 8    | Víctor Aquino    | Deportivo La Guaira     |
| 8    | Esli García      | Deportivo Táchira       |
| 8    | Ronny Maza       | Trujillanos             |
| 7    | Grenddy Perozo   | Carabobo                |
| 7    | Luis Castillo    | Estudiantes de Mérida   |
| 7    | Richard Blanco   | Mineros de Guayana      |
| 7    | Frank Feltscher  | Zulia                   |

## Premiação
| Campeonato Venezuelano de 2019 Liga FUTVE | Campeonato Venezuelano de 2019 Liga FUTVE |
| ----------------------------------------- | ----------------------------------------- |
| Caracas Fútbol Club' Campeão (12º título) |                                           |